# エウゲニユス・ミカリューナス
エウゲニユス・ミカリューナス（リトアニア語: Eugenijus Mikaliūnas、1951年1月31日 - 2015年3月25日）は、リトアニアの精神科医。サーユーディスの活動家としても知られる。
1951年、セダに生まれる。1968年にスクオダス中等学校を卒業し、1969年にカウナス医科研究所に入り、精神医学を学んだ。1975年に学位を取得し、それ以降1989年までロキシュキス精神病院で精神科医として勤務。1989年、シャウレイ精神病院の院長に就任した。
サーユーディスのロキシュキス支部の設立に携わった者の一人としても知られる。妻は医師のオナ・ミカリューニエネ (Ona Mikaliūnienė) 。
2015年3月25日、死去。